# Ричмен, Майк
Майкл Ричмен (англ. Michael Richman; 23 июня 1985, Росмаунт) — американский боец смешанного стиля, представитель полулёгкой и легчайшей весовых категорий. Выступает на профессиональном уровне начиная с 2008 года, известен по участию в турнирах бойцовской организации Bellator, финалист гран-при Bellator в полулёгком весе.

## Биография
Майк Ричмен родился 23 июня 1985 года в городе Росмаунт штата Миннесота. Уже в раннем детстве начал серьёзно заниматься борьбой, был большим поклонником бокса и смешанных единоборств. Во время учёбы в старшей школе выступал за местную борцовскую команду, после чего пошёл служить в Корпусе морской пехоты США — отсюда его бойцовское прозвище Морпех. Как военнослужащий совершил три поездки в Ирак, затем уволился из армии и решил посвятить себя спорту.
Дебютировал в ММА на профессиональном уровне в апреле 2008 года, выиграв у своего соперника техническим нокаутом в первом же раунде. Дрался в миннесотских небольших промоушенах Brutaal Fight Night, Ambition Promotions, Seconds Out, Riot at the Hyatt, Driller Promotions. Первое в карьере поражение потерпел в феврале 2011 года, когда на турнире Showdown at the Sheraton 2 раздельным решением судей проиграл Брайану Пирмену.
Принимал участие в двенадцатом сезоне популярного бойцовского реалити-шоу The Ultimate Fighter, но уже в стартовом отборочном поединке единогласным судейским решением уступил Аарону Уилкинсону.
Имея в послужном списке одиннадцать побед и только лишь одно поражение, в 2012 году Ричмен привлёк к себе внимание крупной американской бойцовской организации Bellator и дебютировал здесь с победы над канадцем Крисом Хородецки. Позже стал участником гран-при седьмого сезона в полулёгкой весовой категории, на стадии четвертьфиналов нокаутировал Джереми Спуна, но в полуфинале в ходе встречи с Шахбулатом Шамхалаевым сам оказался нокауте.
В 2013 году предпринял ещё одну попытку выиграть гран-при Bellator, в рамках восьмого сезона победил таких бойцов как Митч Джексон и Алешандри Безерра в четвертьфинале и полуфинале соответственно, тогда как в решающем финальном бою вышел в клетку против Магомедрасула Хасбулаева и по итогам трёх раундов потерпел поражение единогласным решением судей. В дальнейшем в рейтинговом бою взял верх над россиянином Акопом Степаняном и попал в число участников гран-при десятого сезона полусредневесов, где уже в четвертьфинале уступил единогласным решением Десмонду Грину.
Впоследствии провёл в Bellator ещё четыре боя, нокаутировал Эда Уэста и Нам Фана, но по очкам проиграл Гоити Ямаути и Эдуарду Дантасу. После боя с Дантасом в мае 2015 года провалил допинг-тест — в его пробе были обнаружены следы запрещённых веществ, в результате чего Атлетическая комиссия Калифорнии отстранила его от соревнований на два года и назначила ему штраф в размере 2,5 тысяч долларов.
По окончании срока дисквалификации в январе 2017 года Ричмен вернулся в смешанные единоборства, но выступал уже в малоизвестных промоушенах.

## Статистика в профессиональном ММА
| Боёв 24  | Побед 18 | Поражений 6 |
| -------- | -------- | ----------- |
| Нокаутом | 9        | 1           |
| Сдачей   | 7        | 0           |
| Решением | 2        | 5           |

| Результат | Рекорд | Соперник               | Способ                 | Турнир                                              | Дата             | Раунд | Время | Место                | Примечание                                                   |
| --------- | ------ | ---------------------- | ---------------------- | --------------------------------------------------- | ---------------- | ----- | ----- | -------------------- | ------------------------------------------------------------ |
| Поражение | 18-7   | Лазар Стоядинович      | Единогласное решение   | LFA 2: Richman vs. Stojadinovic                     | 20 января 2017   | 3     | 5:00  | Прайор-Лейк, США     |                                                              |
| Поражение | 18–6   | Эдуарду Дантас         | Единогласное решение   | Bellator 137                                        | 15 мая 2015      | 3     | 5:00  | Темекьюла, США       | Провалил допинг-тест после боя.                              |
| Победа    | 18–5   | Нам Фан                | KO (удары руками)      | Bellator 131                                        | 15 ноября 2014   | 1     | 0:46  | Сан-Диего, США       |                                                              |
| Победа    | 17–5   | Эд Уэст                | KO (удары руками)      | Bellator 126                                        | 26 сентября 2014 | 1     | 2:44  | Финикс, США          | Дебют в легчайшем весе.                                      |
| Поражение | 16–5   | Гоити Ямаути           | Единогласное решение   | Bellator 120                                        | 17 мая 2014      | 3     | 5:00  | Саутавен, США        |                                                              |
| Поражение | 16–4   | Десмонд Грин           | Единогласное решение   | Bellator 110                                        | 28 февраля 2014  | 3     | 5:00  | Анкасвилл, США       | Четвертьфинал гран-при 10 сезона Bellator в полулёгком весе. |
| Победа    | 16–3   | Акоп Степанян          | TKO (удары руками)     | Bellator 106                                        | 2 ноября 2013    | 1     | 4:05  | Лонг-Бич, США        |                                                              |
| Поражение | 15–3   | Магомедрасул Хасбулаев | Единогласное решение   | Bellator 95                                         | 4 апреля 2013    | 3     | 5:00  | Атлантик-Сити, США   | Финал гран-при 8 сезона Bellator в полулёгком весе.          |
| Победа    | 15–2   | Алешандри Безерра      | Раздельное решение     | Bellator 92                                         | 7 марта 2013     | 3     | 5:00  | Темекьюла, США       | Полуфинал гран-при 8 сезона Bellator в полулёгком весе.      |
| Победа    | 14–2   | Митч Джексон           | TKO (ногой в голову)   | Bellator 88                                         | 7 февраля 2013   | 1     | 4:57  | Дулут, Джорджия, США | Четвертьфинал гран-при 8 сезона Bellator в полулёгком весе.  |
| Поражение | 13–2   | Шахбулат Шамхалаев     | KO (удары руками)      | Bellator 79                                         | 2 ноября 2012    | 1     | 1:45  | Рама, Канада         | Полуфинал гран-при 7 сезона Bellator в полулёгком весе.      |
| Победа    | 13–1   | Джереми Спун           | KO (ногой в голову)    | Bellator 76                                         | 12 октября 2012  | 1     | 0:23  | Уинсор, Канада       | Четвертьфинал гран-при 7 сезона Bellator в полулёгком весе.  |
| Победа    | 12–1   | Крис Хородецки         | KO (удары руками)      | Bellator 64                                         | 6 апреля 2012    | 1     | 1:23  | Уинсор, Канада       |                                                              |
| Победа    | 11–1   | Морган Сикинджер       | Единогласное решение   | Driller Promotions / SEG: Downtown Showdown 1       | 26 ноября 2011   | 3     | 5:00  | Миннеаполис, США     |                                                              |
| Победа    | 10–1   | Кристофер Лейн         | TKO (удары руками)     | Riot at the Hyatt: Packer vs. Viking                | 23 сентября 2011 | 1     | 1:43  | Миннеаполис, США     |                                                              |
| Поражение | 9–1    | Брайан Пирмен          | Раздельное решение     | Seconds Out / Vivid MMA: Showdown at the Sheraton 2 | 26 февраля 2011  | 3     | 5:00  | Блумингтон, США      |                                                              |
| Победа    | 9–0    | Майк Линдквист         | Сдача (удушение сзади) | Seconds Out / Vivid MMA: Combat on Capital Hill 4   | 12 ноября 2010   | 1     | 1:14  | Сент-Пол, США        |                                                              |
| Победа    | 8–0    | Райан Сток             | TKO (удары руками)     | Seconds Out / Vivid MMA: Tour of Duty 1             | 27 февраля 2010  | 1     | 1:14  | Сент-Пол, США        |                                                              |
| Победа    | 7–0    | Дерек Гетзел           | Сдача (анаконда)       | Ambition Promotions: The Crucible                   | 12 сентября 2009 | 1     | 3:36  | Сент-Пол, США        |                                                              |
| Победа    | 6–0    | Уэс Рончи              | Сдача (треугольник)    | Brutaal: Fight Night                                | 3 июня 2009      | 2     | 0:42  | Шакопи, США          |                                                              |
| Победа    | 5–0    | Крис Коплан            | Сдача (удушение сзади) | Brutaal: Fight Night                                | 13 февраля 2009  | 1     | 3:07  | Шакопи, США          |                                                              |
| Победа    | 4–0    | Дерик Рипли            | Сдача                  | Brutaal: Fight Night                                | 5 декабря 2008   | 1     | 4:50  | Шакопи, США          |                                                              |
| Победа    | 3–0    | Мел Отт                | Сдача (рычаг локтя)    | Brutaal: Fight Night                                | 5 сентября 2008  | 1     | 1:10  | Шакопи, США          |                                                              |
| Победа    | 2–0    | Роб Дегрут             | Сдача (рычаг локтя)    | Brutaal: Fight Night                                | 27 июня 2008     | 1     | 0:48  | Шакопи, США          |                                                              |
| Победа    | 1–0    | Джейсон Третт          | TKO (удары руками)     | Brutaal: Fight Night                                | 25 апреля 2008   | 1     | 1:45  | Шакопи, США          |                                                              |